# Sun City (Sudafrica)
Sun City è una città e mega-resort sudafricano di 15 000 abitanti, situato nella provincia del Nordovest, nei pressi della città di Rustenburg, nella municipalità locale di Moses Kotane.

## Storia
Il complesso fu realizzato dal magnate sudafricano del settore turistico Sol Kerzner e inaugurato nel 1979 come una sorta di Las Vegas in stile africano. Per consentire il gioco d'azzardo e spettacoli di ballerine in topless, al tempo proibiti in Sudafrica, fu concessa una normativa straordinaria allo stato del Bophuthatswana, uno degli Homeland funzionali all'apartheid la cui sovranità non veniva riconosciuta da alcuna nazione al mondo. Grazie alla vicinanza con le aree di Pretoria e Johannesburg, divenne rapidamente una meta molto popolare.
Tuttavia, la politica delle Nazioni Unite contro l'apartheid ne causò ben presto l'isolamento dal turismo internazionale. Anche le pressioni culturali del mondo artistico fecero in modo che numerose star rifiutassero il pur sostanzioso ingaggio. Questo non impedì ad artisti di grande fama come i Queen, i Beach Boys, Linda Ronstadt, Cher, Millie Jackson, Liza Minnelli, Frank Sinatra, Paul Anka, Status Quo, Rod Stewart ed Elton John di esibirsi nel complesso, per venire poi immediatamente investiti da grandi polemiche quando non da sanzioni formali, come successe ai Queen. La band inglese difese la propria scelta sostenendo di non aver mai suonato in luoghi dove fosse imposta la segregazione ed effettuò come scelta riparatoria sostanziose donazioni a scuole africane per ragazzi disabili.
La grande notorietà, seppure in negativo, arrivò poi nel 1985, quando Little Steven organizzò il progetto Artists United Against Apartheid e l'incisione del brano Sun City, aperta denuncia della segregazione razziale e dell'ipocrisia di parte del mondo dello spettacolo.
Con la fine del regime razziale, tutte le limitazioni e le polemiche cessarono, anche se l'incerta situazione politica dell'ex stato del Bophuthatswana ne frenò gli affari fino al 1994.

## Struttura
Il complesso comprende quattro alberghi: Soho Hotel, Cascades Hotel, The Cabanas e The Palace of the Lost City. Numerose sono le attrazioni circostanti: un parco acquatico (Valley of Waves), due campi da golf, parchi natura e tematici.